# Saint-Hilaire-Cottes
 Saint-Hilaire-Cottes  es un municipio francés, situado en la región de Norte-Paso de Calais, departamento de Paso de Calais, en el distrito de Béthune y cantón de Norrent-Fontes.

## Demografía
| 749 | 753 | 725 | 752 | 750 | 734 |
| Para los censos de 1962 a 1999 la población legal corresponde a la población sin duplicidades (Fuente: INSEE [Consultar]) |     |     |     |     |     |